# Investor 21. století
Investor 21. století aneb Jak ovládnout vlastní emoce a uvažovat o zajištění na stáří je název knihy o psychologii investování, která vyšla v Nakladatelství Plot v roce 2013. Jejími autory jsou David Havlíček a Michal Stupavský. Kniha pojednává o základních chybách, kterých se dopouštejí investoři při své praxi. Behaviorálními předsudky, které tyto chyby způsobují, jsou však při svém rozhodování ovlivňováni všichni lidé. Tyto chyby pramení z psychologie člověka, a proto je velmi obtížné se jim vyhnout, a to i v případě, kdy si jich je člověk vědom.
Mezi základní investiční chyby patří nadměrný optimismus, averze ke ztrátám, efekt vlastnictví nebo averze k nejistotě. Tyto psychologické (behaviorální) předsudky vedou k tomu, že lidé činí špatná investiční rozhodnutí, která snižují výnosy jejich investic. Kniha Investor 21. století přináší ke každému předsudku doporučení, jak se těmto předsudkům co nejvíce vyhnout.
Mimo jiné se kniha věnuje těmto tématům:
- moderní směr behaviorálních financí versus tradiční finanční teorie
- behaviorální předsudky aneb jak se vyhnout zásadním investičním chybám
- teorie vyhlídek
- proč jsou při investování úspěšnější ženy než muži